# Вату
Вату (съкращение: VT; ISO код : VUV) е валутата на Вануату. Вату няма подразделения. Валутата има инфлация от 3,9%.

## Етимология
Терминът вату, използван и в трите официални езика на Вануату (билсама, френски и английски език), е заимстван от думата за „камък“ в някои местни езици (като рага вату). В крайна сметка то произлиза от протоокеанското *Пату, от прото-малайско-полинезийското и протоавстронезийското *бату със същото значение.